# Jiulong (köpinghuvudort i Kina, Jilin Sheng, lat 43,11, long 129,52)
Jiulong är en köpinghuvudort i Kina. Den ligger i provinsen Jilin, i den nordöstra delen av landet, omkring 360 kilometer öster om provinshuvudstaden Changchun. Antalet invånare är 30 963. Befolkningen består av 15 129 kvinnor och 15 834 män. Barn under 15 år utgör 10,0 %, vuxna 15-64 år 79 %, och äldre över 65 år 10,0 %.
Runt Jiulong är det tätbefolkat, med 459 invånare per kvadratkilometer. Jiulong är det största samhället i trakten. I omgivningarna runt Jiulong växer i huvudsak lövfällande lövskog.
Genomsnittlig årsnederbörd är 928 millimeter. Den regnigaste månaden är juli, med i genomsnitt 198 mm nederbörd, och den torraste är januari, med 6 mm nederbörd.